# Saint-Laurent-les-Églises
Saint-Laurent-les-Églises är en kommun i departementet Haute-Vienne i regionen Nouvelle-Aquitaine i västra Frankrike. Kommunen ligger i kantonen Ambazac som tillhör arrondissementet Limoges. År 2022 hade Saint-Laurent-les-Églises 842 invånare.

## Befolkningsutveckling
Antalet invånare i kommunen Saint-Laurent-les-Églises
| Referens: INSEE |